# ميرفت فراج
ميرفت فراج (15 يوليو 1960 -) مقدّمة برامج ومذيعة مصرية، قدمت العديد من البرامج الثقافية والفنية وهي أحد أهم وجوه التلفزيون المصري في فترة الثمانينات والتسعينات واشتهرت بحواراتها مع العديد من الفنانين من خلال برنامجها لعبة الأرقام.

## مسيرتها
ميرفت فراجولدت في 15 يوليو 1960 في محافظة الدقهلية بمصر وهي أخت المذيعة نادية فراج، وزوجة سفير مصر السابق لدى المغرب وتشيلي أشرف زعزع، تخرجت من كلية الاقتصاد والعلوم السياسية عام 1976، تقدمت ميرفت للعمل كمذيعة في التلفزيون المصري عام 1984 وبدأت مسيرتها بالعمل في القناة الأولي المصرية ثم ساعد اتقانها اللغات الإنجليزية والفرنسية والإيطالية في انضمامها إلى فريق عمل القناة الثانية المصرية. بعد انضمامها لأسرة القناة الثانية قدمت برنامج بانوراما فرنسية. وشغلت العديد من المناصب خلال خلال مسيرتها الفنية ومنها رئاسة قناة التعليم العالى المتخصصة والتي تعد أول قناة للتعليم العالي في الوطن العربي، كما تولت منصب مدير عام البرامج الثقافية بالقناة الثانية، وفي عام 2002 تم اختيارها لرئاسة القناة الثانية المصرية بقرار من صفوت الشريف وزير الاعلام، ومنصب نائب رئيس التليفزيون المصري.

## أبرز أعمالها
- برنامج بانوراما فرنسية: برنامج أسبوعي كان يذاع على القناة الثانية المصرية في أيام الثلاثاء، ويتناول آخر أخبار السينما الفرنسية وإذاعة فيلم فرنسي في نهاية البرنامج.[11][16][17]
- برنامج لعبة الأرقام: برنامج حواري على القناة الثانية المصرية عبارة عن حلقة نقاش مع أحد الشخصيات الفنية يهدف إلى تسليط الضوء على إنجازات وأعمال الشخصية على هيئة محطات بالأرقام.[18]